# فرانك إل. مكنمارا جونيور
فرانك إل. مكنمارا جونيور (بالإنجليزية: Frank L. McNamara, Jr.) هو محامي أمريكي، ولد في 4 نوفمبر 1947.